# Klibbjordtunga
Klibbjordtunga (Geoglossum difforme) är en svampart som beskrevs av Fr. 1815. Klibbjordtunga ingår i släktet Geoglossum och familjen Geoglossaceae.  Arten är reproducerande i Sverige. Inga underarter finns listade i Catalogue of Life.